# Leptogorgia cauliculus
Leptogorgia cauliculus är en korallart som först beskrevs av Achille Valenciennes 1855.  Leptogorgia cauliculus ingår i släktet Leptogorgia och familjen Gorgoniidae. Inga underarter finns listade i Catalogue of Life.